# تاروبولیوم

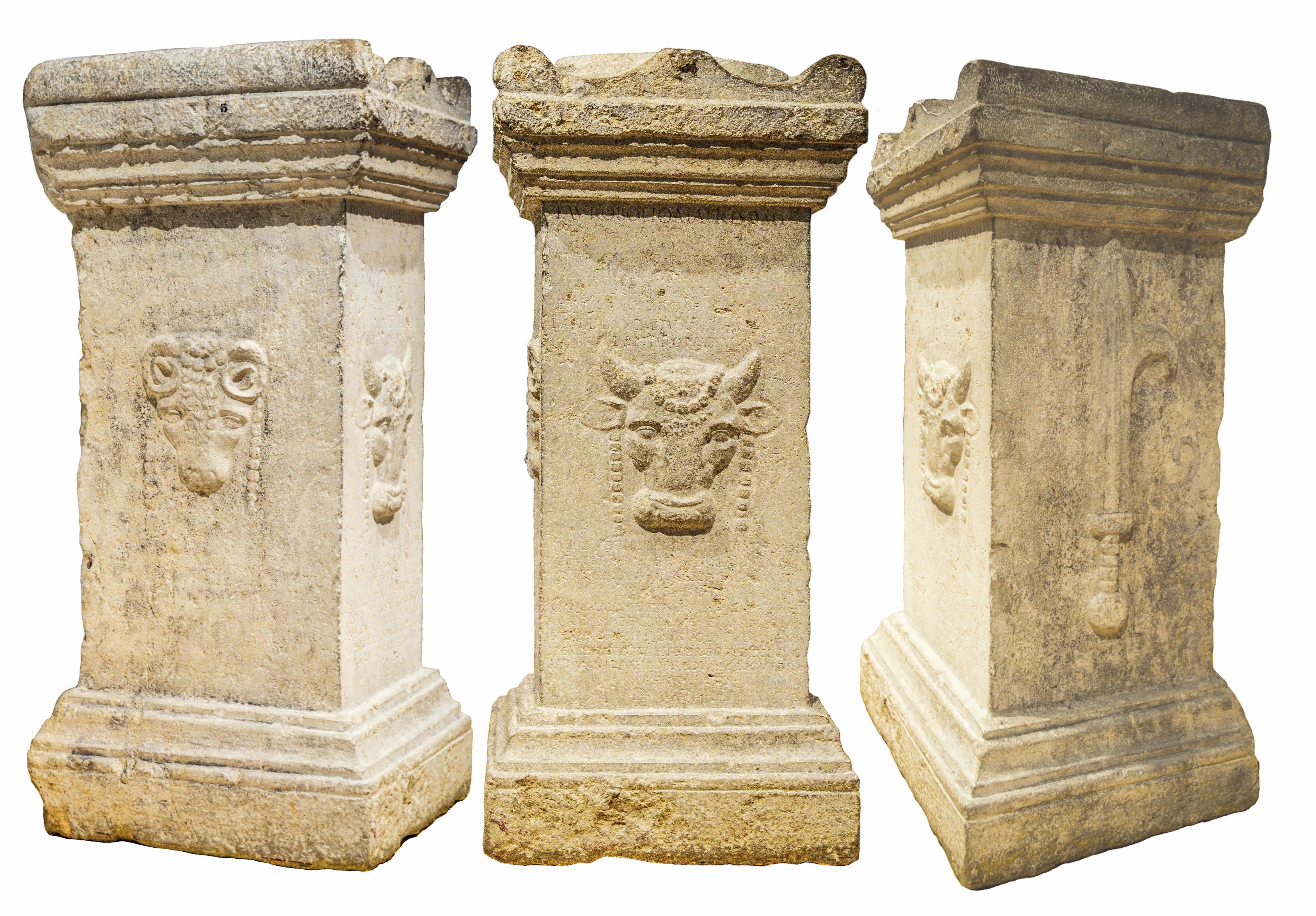
سه طرف محراب تاروبولیوم که بوکرانیا و یک چاقوی قربانی را نشان می‌دهد، با تقدیم به مادر خدایان بزرگ ایدایی، از لوگدونوم (لیون)

تاروبولیوم (انگلیسی: Taurobolium) در امپراتوری روم از قرن دوم تا چهارم، به اعمال مربوط به قربانی کردن حیوان یک گاو نر مقدس اشاره داشت که پس از اواسط قرن دوم با پرستش مادر بزرگ خدایان یا سیبلی (اسطوره‌شناسی) («مگنا ماتر») به هم متصل شد؛ اگرچه قبلاً تنها به فرقه او محدود نمی‌شد، پس از ۱۵۹ پس از میلاد، همه کتیبه‌های خصوصی تاروبولیوم از «مگنا ماتر» یا مادرِ بزرگِ خدایان یاد می‌کنند.